# Lista de episódios de Horizontes da Memória
Horizontes da Memória foi uma série televisiva sobre História, apresentada pelo professor José Hermano Saraiva. Foi exibida na RTP de 1996 a 2003 .

## Resumo
| Temporada | Temporada | Episódios | Episódios | Originalmente exibido | Originalmente exibido  |
| Temporada | Temporada | Episódios | Episódios | Estreia da temporada  | Final da temporada     |
| --------- | --------- | --------- | --------- | --------------------- | ---------------------- |
|           | 1         | 13        | 13        | 5 de outubro de 1996  | 28 de dezembro de 1996 |
|           | 2         | 14        | 14        | ( )                   | ( )                    |

## Episódios

### Temporada I (1996)
| # | # | Título                    | Escrito por          | Dirigido por        | Exibição original     |
| --- | - | ------------------------- | -------------------- | ------------------- | --------------------- |
| 1 | 1 | "Almoço Com a História"   | José Hermano Saraiva | José António Crespo | 5 de outubro de 1996  |
| No primeiro episódio da série, o professor José Hermano Saraiva fala das raízes históricas de algumas iguarias bem típicas da gastronomia portuguesa: as tripas à moda do Porto, os pratos de bacalhau, e a morcela de Marrazes.                                                                                          |   |                           |                      |                     |                       |
| 2 | 2 | "Se os Abutres Falassem…" | José Hermano Saraiva | José António Crespo | 12 de outubro de 1996 |
| Programa sobre o passado da região beirã do Ribacôa, situada entre o rio Coa e o rio Águeda, com destaque para as suas origens romanas, para o conflito entre Portugal e Castela na disputa do território, e para o património edificado mais relevante, como a Torre das Águias, ou o Convento de Santa Maria de Aguiar. |   |                           |                      |                     |                       |

### Temporada IV: (1998)
| # | # | Título                    | Escrito por          | Dirigido por        | Exibição original     |
| --- | - | ------------------------- | -------------------- | ------------------- | --------------------- |
| 73 | 1 | "Domingo no Gerês"        | José Hermano Saraiva | José António Crespo | 5 de outubro de 1997  |
| O primeiro episódio da quarta temporada desta série é dedicado à região do Gerês, um espaço único no cruzamento da história e da beleza natural, do património e das oportunidades de exploração turística. Uma visita conduzida pelo professor José Hermano Saraiva e que passa pela Barragem da Caniçada e pelas povoações do Gerês, Santa Maria do Bouro, e São Pedro da Porta Aberta, entre outros lugares. |   |                           |                      |                     |                       |
| 73 | 1 | "Arruda, Verdade e Lenda" | José Hermano Saraiva | José António Crespo | 12 de outubro de 1997 |
| Apesar da sua proximidade à cidade de Lisboa, a região de Arruda-dos-Vinhos guarda ainda alguns traços bem evidentes do seu passado castiço e rico em valores naturais. José Hermano Saraiva olha para a história da região e para as lendas que sobrevivem na tradição local. |   |                           |                      |                     |                       |

### Temporada V: (1998)
| #                                                                                          | # | Título                     | Escrito por          | Dirigido por        | Exibição original   |
| ------------------------------------------------------------------------------------------ | - | -------------------------- | -------------------- | ------------------- | ------------------- |
| 73                                                                                         | 1 | "Vamos comer uma lampreia" | José Hermano Saraiva | José António Crespo | 5 de abril de 1998  |
| Programa dedicado à região de Viana do Castelo apresentado por José Hermano Saraiva.       |   |                            |                      |                     |                     |
| 74                                                                                         | 2 | "Um Museu de Portugal"     | José Hermano Saraiva | José António Crespo | 12 de abril de 1998 |
| Programa dedicado à região de Tomar apresentado por José Hermano Saraiva.                  |   |                            |                      |                     |                     |
| 74                                                                                         | 3 | "O património de Setúbal"  | José Hermano Saraiva | José António Crespo | 19 de abril de 1998 |
| Programa dedicado à região de Setúbal apresentada por José Hermano Saraiva.                |   |                            |                      |                     |                     |
| ??                                                                                         | 3 | "A nau do passado"         | José Hermano Saraiva | José António Crespo | 07 de junho de 1998 |
| Programa dedicado à fragata Dom Fernando II e Glória apresentado por José Hermano Saraiva. |   |                            |                      |                     |                     |